# Anàlisi d'orina
Les anàlisis d'orina (o uroanàlisis) són una sèrie de proves realitzades en orina i un dels mètodes més comuns de diagnòstic en medicina. Avui dia, molts centres sanitaris disposen d'equips automatitzats per efectuar diversos tipus d'uroanàlisis.

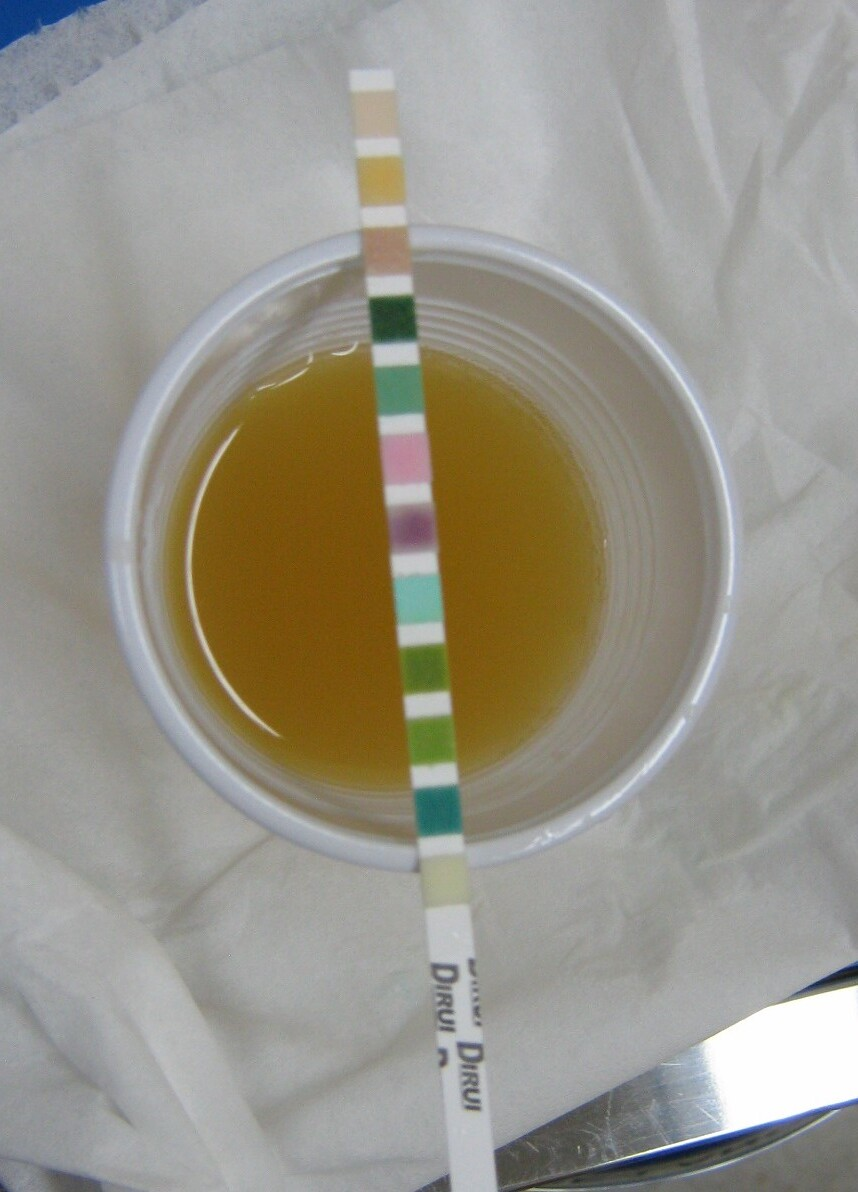
Tira reactiva d'una anàlisi d'orina.

## Tires reactives
Una part de l'anàlisi d'orina es pot dur a terme mitjançant l'ús de tires reactives, en les quals els resultats es poden llegir a ull nu pel canvi de color o bé s'obtenen emprant aparells de laboratori clínic capaços de fer una avaluació semiquantitativa completament automàtica de les substàncies a determinar.

## Examen microscòpic

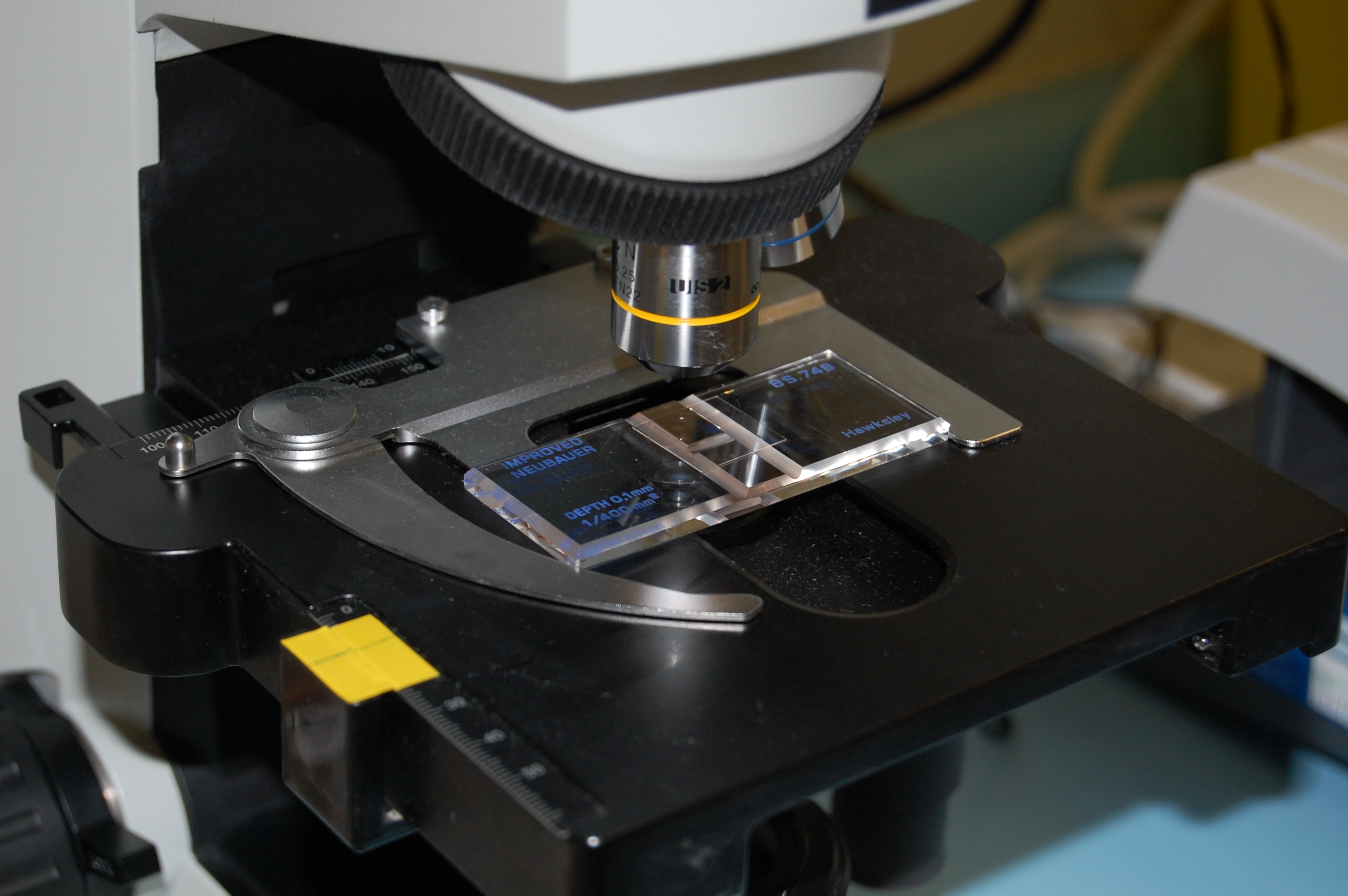
Una mostra d'orina està a punt de ser examinada sota un microscopi de contrast de fase mitjançant una cambra de recompte de Neubauer. L'orina es troba sota el portaobjectes, al segment superior format pels solcs en forma de H.

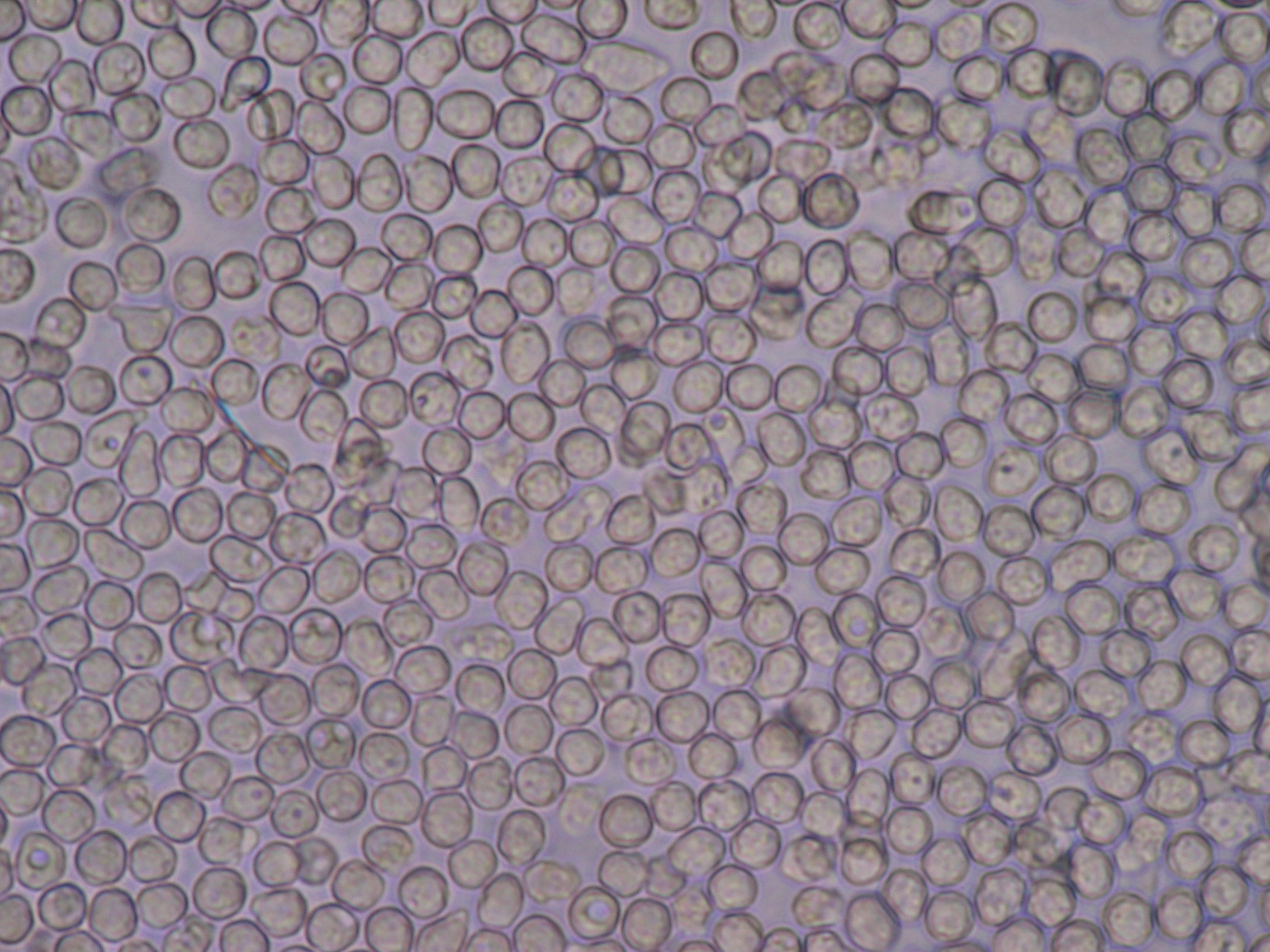
Leucòcits vists en una mostra d'orina

Els anàlisis al microscopi de l'orina o del sediment d'orina sovint permeten obtenir un diagnòstic més acurat. Així es pot trobar:
- Hematúria: associada a càlculs renals, infecció urinària, tumors,[9] hematùria familiar benigna autosòmica dominant,[10] hipertròfia benigna de pròstata,[11] cossos estranys uretrals,[12] poliquistosi renal[13] i altres afeccions urològiques.[14]
- Leucocitúria i piúria: associades habitualment a infeccions del tracte urinari complicades,[15] les quals poden ser asimptomàtiques en alguns casos.[16]
- Eosinofilúria: associada a la nefritis intersticial al·lèrgica aguda,[17] nefritis lúpica,[18] malaltia ateroembòlica renal.[19]
- Cristal·lúria: d'urats o fosfats amorfs, d'àcid úric,[20] d'oxalat de calci,[21] de sulfadiazina[22] en malalts amb toxoplasmosi disseminada[23] o nefropatia lùpica,[24] etc.[25]
- Cilindres urinaris:[26]
  - d'hematies:[27] associats amb glomerulonefritis, vasculitis o hipertensió maligna d'origen renal.[28]
  - de leucòcits: associats a nefritis intersticial aguda, glomerulonefritis exsudativa o pielonefritis greu.
  - granulosos: associats a una necrosi tubular aguda.[29]
  - vacuolars desnaturalitzats: es veuen en casos de nefropatia diabètica terminal.[30]
  - ceris: associats a diferents malalties glomerulars[31] i, particularment, a la insuficiència renal crònica avançada.[32]

## Urocultiu
És una prova del tot necessària per obtenir un diagnòstic específic en casos d'infecció del tracte urinari i poder determinar el seu tractament antibiòtic més adequat.